# Goederenloods van Station Soest
De Goederenloods van Station Soest is een rijksmonument aan de Stationsweg 18 in de gemeente Soest in de provincie Utrecht. 
De loods werd in 1897 geopend naar een ontwerp van architect J.F. Klinkhamer. Het station staat evenwijdig aan de spoorlijn Baarn - Den Dolder. De gevels zijn opgetrokken in rode baksteen en zijn versierd met horizontale banden van gele steen. De eerste en tweede bouwlaag wordt geaccentueerd met een band van siermetselwerk van gele en rode baksteen.
De vensters hebben een toog en een verticale roedenindeling. De rechter topgevel is breder. De linker topgevel was oorspronkelijk de toegang tot de dienstwoning op de verdieping. De eenlaags loods tegen de linker zijgevel uit 1922 heeft aan de straatzijde een doorgang met bovenlicht. De gevel aan de stationszijde is symmetrisch in drieën gedeeld, het middelste deel heeft een topgevel. Links en rechts van deze topgevel zijn twee dubbele deuren. De loods heeft aan straat- en spoorzijde dezelfde gevelindeling. 
Bij het station staat aan de zuidzijde nog een vrijstaande goederenloods. 